# Alan Shatter
Alan Joseph Shatter (né le 14 février 1951 à Dublin, Irlande), est un homme politique irlandais. Il est ministre de la Défense, de la Justice et de l'Égalité du 9 mars 2011 au 7 mai 2014.
Il est membre du parti Fine Gael.

## Famille et jeunesse
Né à Dublin dans une famille juive, Shatter est le fils d'Elaine et Reuben Shatter, un couple anglais qui s'est rencontré par hasard quand ils étaient tous deux en vacances en Irlande en 1948,. Il a fait ses études à The High School (Dublin) (en) et au Trinity College (Dublin). Il s'est rendu en Israël un certain nombre de fois, y compris pour y travailler dans un kibboutz étant jeune homme.
Shatter a vécu la plupart de sa vie à Dublin — il a grandi à Rathgar et Rathfarnham et vit maintenant à Ballinteer (en) avec sa femme, Carol Ann (Danker) Shatter, et ses deux enfants. Il était le seul membre juif du Dáil Éireann.

## Affaires
Shatter possède plusieurs propriétés aux États-Unis. Ayant des intérêts dans quinze propriétés, Shatter avait le plus grand portefeuille immobilier de n'importe quel membre du gouvernement irlandais tandis qu'il était ministre.

## Publications
- Family Law in the Republic of Ireland (1980)  (ISBN 0-905473-43-4)
- Laura: A Novel You Will Never Forget (1989)  (ISBN 1-85371-042-3)
- Ireland and the Palestine Question 1948–2004 (2005)  (ISBN 0-7165-2814-2) (avant-propos d'Alan Shatter)